# Área estadística metropolitana

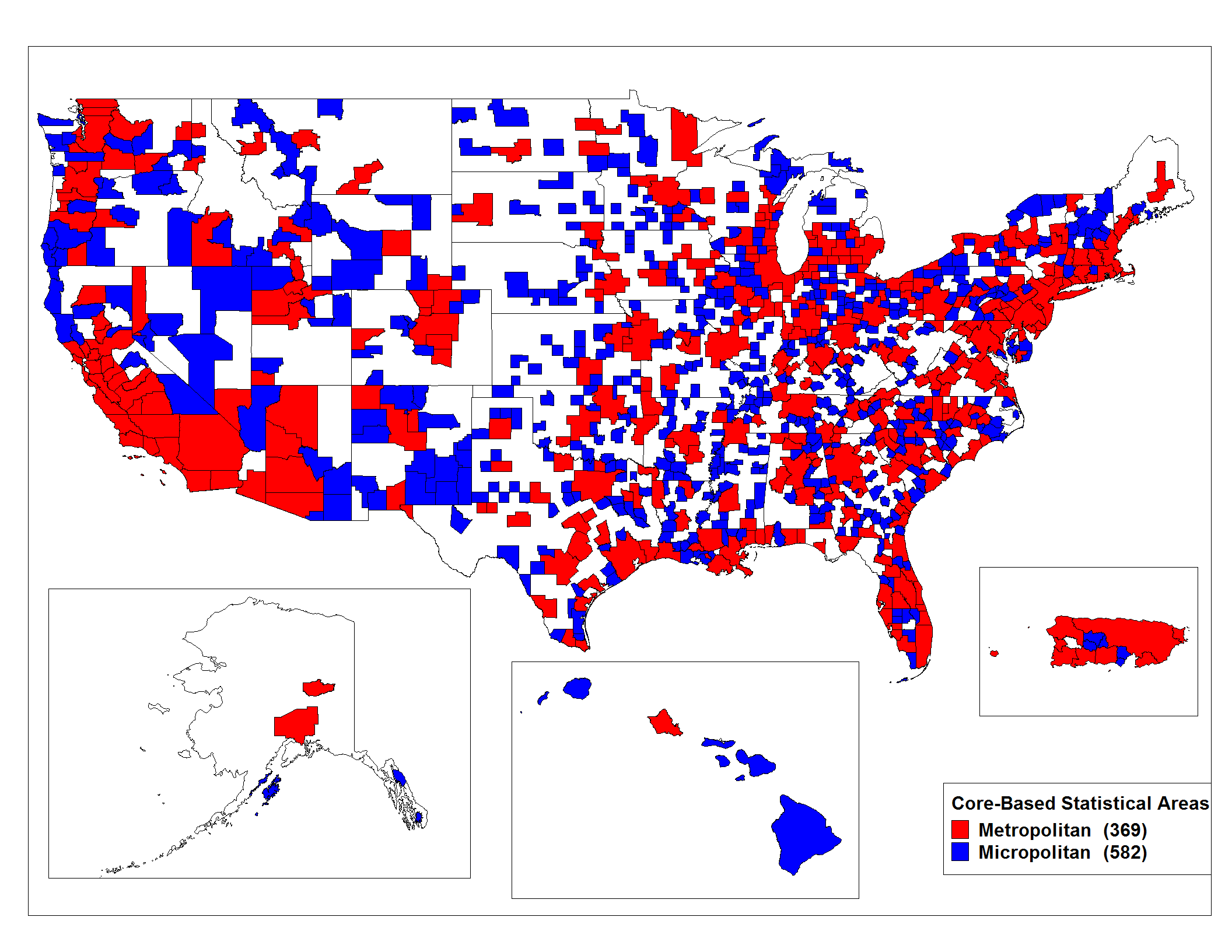
Mapa de las 366 áreas metropolitanas y 576 áreas micropolitanas.

En los Estados Unidos un área estadística metropolitana o conocido en inglés como metropolitan statistical area (abreviado MSA) es una región geográfica con una relativa alta densidad de población y un núcleo poblacional con enlaces económicos a la región que la rodea. Dichas regiones no están incorporadas como las ciudades o pueblos, ni tienen divisiones administrativas como la de los condados o entidades soberanas como la de los estados. Por lo que la definición precisa de un área metropolitana estadounidense podría variar. Por lo general una típica área metropolitana es centrada alrededor de una ciudad grande que tiene influencia sobre las otras localidades de la región como el Gran Los Ángeles. Sin embargo, algunas áreas metropolitanas tienen más de una ciudad dominante, como el área metropolitana de Mineápolis–Saint Paul.
Los MSAs son definidas solamente por la Oficina de Administración y Presupuesto, y usadas por la Oficina del Censo y otras agencias gubernamentales de los Estados Unidos para propósitos estadísticos.